# 蔣曾炘
蔣曾炘（1741年—1795年），字景炎，號謙齋，江南蘇州府吳縣人，清朝政治人物。

## 生平
蔣曾炘為蘇州婁關蔣氏家族蔣燦五世孫。祖父蔣文瀾，父蔣曰杞，母為黃公望裔孫黃泰（字韻山，號瞻庭，乾隆五十九年（1794年）甲寅恩科順天鄉試舉人）女。蔣曰杞有七子，蔣曾炘為長子，有弟蔣曾煌等。
蔣曾炘為吳縣貢生，乾隆二十五年（1760年）與從侄蔣國萃（蔣國華弟）同為庚辰恩科順天鄉試舉人。授廣東保昌縣知縣，三十三年（1768年）調香山縣知縣，三十六年（1771年）正月兼署東莞縣知縣，後署連州直隸州知州、連山綏瑤軍民直隸同知，授文林郎，三十八年（1773年）升湖南長沙府同知，四十年（1775年）兼署寶慶府知府，四十一年（1776年）任湖北襄陽府知府，署督糧道，四十二年（1777年）調湖南長沙府知府，兼署長寶鹽法道，誥授朝議大夫。四十三年（1778年）任長沙府知府期間曾奉命調查劉翺供狀案。五十五年（1790年）曾受從兄蔣耀宗、蔣業晉之邀，於復園同吳中耆老錢大昕、金學詩、潘奕雋、張應均、李繩、陸恭、郭毓圻及從兄蔣元泰（蔣元益弟，字贊王，號同庵、貪山，1717-1793）等舉行餞春雅集，六十年（1795年）夏卒。

## 家庭
夫人為雍正十一年（1733年）癸丑科進士章佑昌女；側室李氏。有一子蔣嗣璟。